# Louis de Viel-Castel
Pour les articles homonymes, voir Viel.
Charles Louis Gaspard Gabriel de Salviac, baron de Viel-Castel, né à Paris le 14 octobre 1800 et mort à Paris le 6 octobre 1887, est un historien et diplomate français.

## Biographie
Petit-neveu de Mirabeau par sa mère, il entre en 1818 dans la diplomatie, revient en 1829 au ministère des Affaires étrangères, et y parcourt comme sous-directeur, puis comme directeur des affaires politiques, une carrière interrompue par des offres de démission sur lesquelles il revient après les révolutions de 1830 et 1848, mais qu'il rend définitives après le coup d'État du 2 décembre 1851. Il reçoit le grand prix Gobert de l'Académie française en 1866 et 1867.
Il est élu membre de l'Académie française en 1878.
Il est le frère aîné d'Horace de Viel-Castel. Il est enterré au cimetière de Sceaux.
Il est commandeur de la Légion d'honneur en 1849.

## Œuvres
- Essai historique sur les deux Pitt (1845-1846)
- Histoire de la Restauration (20 volumes, 1860-1878)
- Essai sur le théâtre espagnol (2 volumes, 1882)